# Chrysoperla externa
Chrysoperla externa is een insect uit de familie van de gaasvliegen (Chrysopidae), die tot de orde netvleugeligen (Neuroptera) behoort. 
Chrysoperla externa is voor het eerst wetenschappelijk beschreven door Hagen in 1861.